# Улица Карела Чапека (Киев)
Улица Карела Чапека (Киев) — улица в Соломенском районе города Киева, жилой массив Первомайский. Пролегает от проспекта Воздушных Сил до Уманской улицы.
Примыкает к Тополиной улице.

## История
Улица возникла в середине XX века, с 1957 года, получила название Борзенская (укр. Борзенська) , позднее название было уточнено на Борзнянская. Современное название носит в честь чешского писателя и журналиста Карела Чапека. До 2023 носила имя другого чешского писателя и журналиста-антифашиста, Юлиуса Фучика — с 1961 года. Застройка улицы относится к 1960-х — 1970-х годов.

## Изображения

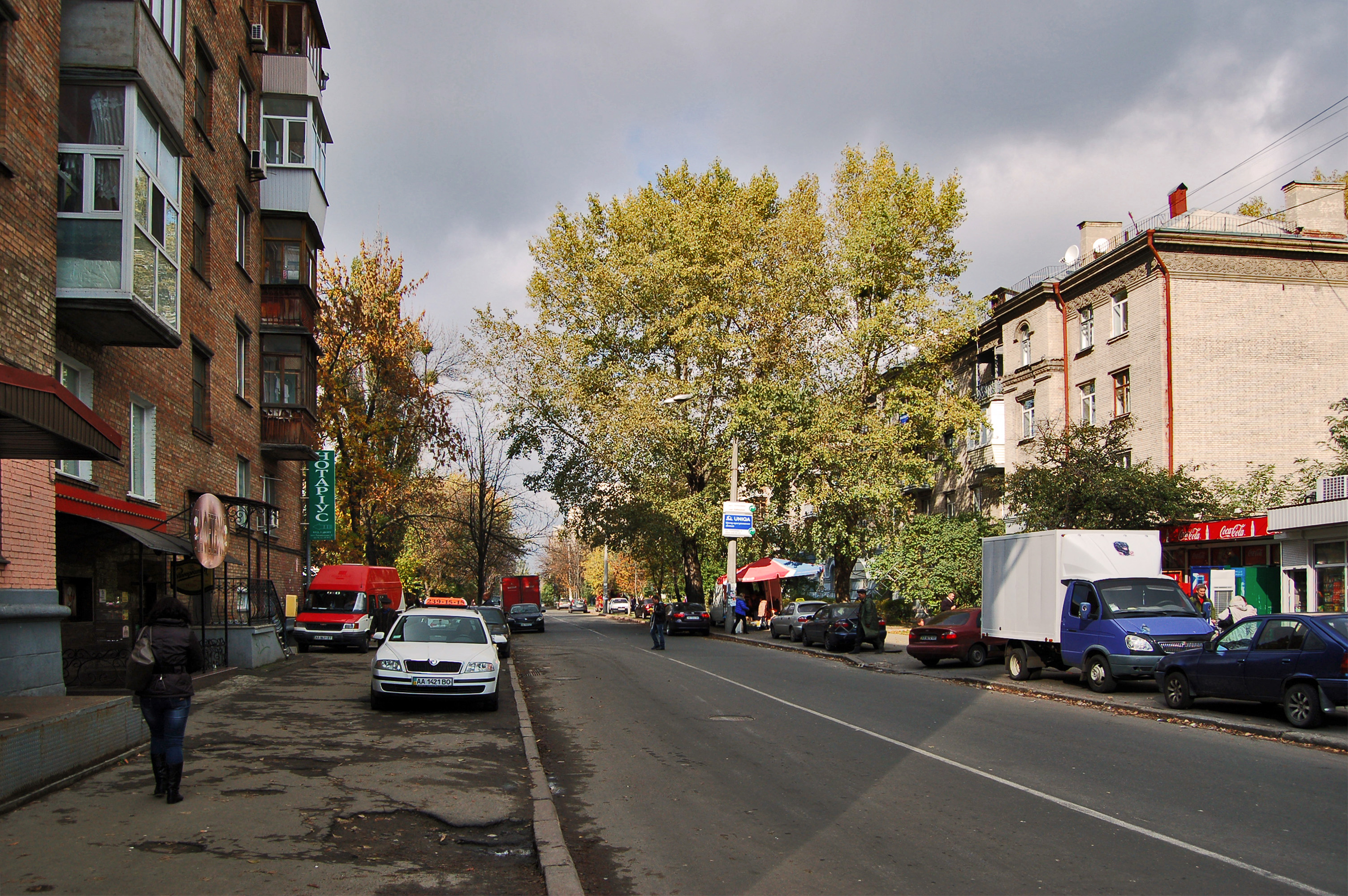
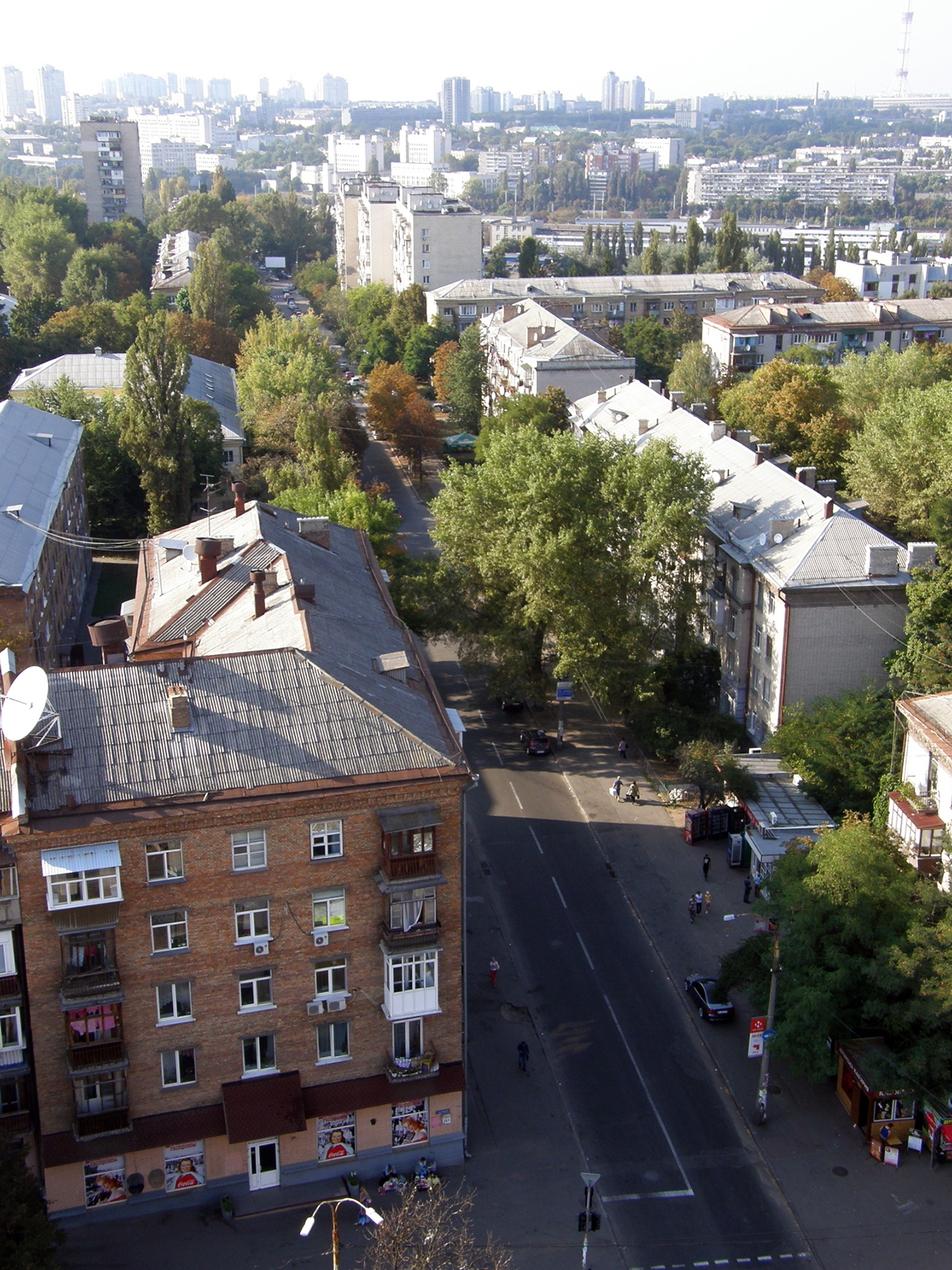